# Гадсден, Кристофер
Кристофер Гадсден (англ. Christopher Gadsden, 16 февраля 1724, Чарлстон, Южная Каролина — 15 сентября 1805, Чарлстон, Южная Каролина) — американский политический деятель, участник Американской революции. Разработчик Гадсденовского флага.

## Биография

### Ранние годы
Гадсден родился в 1724 году в Чарлстоне (Южная Каролина). Его отцом был Томас Гадсден. Отец служил в Королевском флоте до того, как стал таможенным сборщиком порта Чарлстон. Кристофер был отправлен в школу недалеко от Бристоля. Он вернулся в Америку в 1740 году и служил учеником в счётной палате в Филадельфии (штат Пенсильвания). Он унаследовал большое состояние от своих родителей, которые умерли в 1741 году. С 1745 по 1746 год он служил на британском военном корабле во время войны короля Георга. Кристофер Гадсден участвовал в торговых предприятиях и к 1747 году заработал достаточно, чтобы вернуться в Южную Каролину и выкупить землю, проданную его отцом для погашения долгов. В 1750 году он построил дом плантации Беневентум.

### Семилетняя война
Гадсден вскоре стал известен в Чарльстоне как купец и патриот. Он процветал как торговец и построил в Чарльстоне причал, который до сих пор носит его имя. Он участвовал в Англо-черокской войне и был капитаном ополчения во время экспедиции 1759 года. Впервые он был избран в Палату общин колонии в 1757 году и тогда же начались его длительные трения с представителями королевской власти. В 1762 году он был снова избран в палату общин, но губернатор Томас Бун не признал выборов, ссылаясь на мелкие нарушения, и объявил повторные выборы, на которых каролинцы из чувства протеста снова выбрали Гадсдена, на этот раз единогласно. Многие участники конфликта Гадсдена с губернаторами впоследствии стали активными участниками американской революции.
В 1766 году Ассамблея колонии выбрала его делегатом на Конгресс Гербового акта в Нью-Йорке, где он протестовал против Гербового акта. В то время как его коллеги-делегаты Томас Линч и Джон Ратледж работали в комитетах для составления проектов обращений в Палату лордов и Палату общин соответственно, Гадсден отказался от такой деятельности, поскольку, по его мнению, британский парламент не имел никаких прав в этом вопросе. Он выступил с открытой поддержкой «Декларации прав и жалоб», составленной Конгрессом. Его деятельность привлекла к нему внимание Самюэля Адамса, и они начали долгую переписку, которая переросла в тесную дружбу. Гадсден в конечном счёте стал известен как «Сэм Адамс Юга».

### Годы революции
По возвращении из Нью-Йорка Гадсден стал одним из основателей и лидеров Чарльстонского отделения «Сынов свободы». Он дослужился до звания подполковника в ополчении. Он был избран делегатом на Первый Континентальный конгресс в 1774 году и Второй Континентальный конгресс в следующем году. Гадсден покинул Конгресс в начале 1776 года, чтобы принять командование 1-м Южнокаролинским полком Континентальной армии и служить в провинциальном конгрессе Южной Каролины.
В феврале 1776 года президент Южной Каролины Джон Ратледж назначил его бригадным генералом, отвечающим за вооружённые силы штата. Когда британцы готовились атаковать Чарльстон, генерал-майор Чарльз Ли приказал покинуть отдалённые позиции. Ратледж и местные чиновники не согласились. Был достигнут компромисс, и когда Уильям Молтри подготовил оборону на острове Салливана, Гадсден заплатил, а его полк построил мост, который позволил бы им отступить при угрозе разгрома. Британская атака была отбита. В 1778 году Гадсден был членом конвенции Южной Каролины, которая разработала новую конституцию штата. В том же году его назначили губернатором-лейтенантом вместо Генри Лоуренса, который отсутствовал на Континентальном конгрессе. Гадсден занимал эту должность до 1780 года. Фактически, в течение первых полутора лет его должность называли «вице-президентом Южной Каролины», но когда была принята новая конституция, название было изменено на современное.
Когда британцы в 1780 году осадили Чарльстон, Джон Ратледж как президент совета бежал в Северную Каролину, чтобы создать правительство в изгнании в случае падения города. Гадсден остался вместе с губернатором Роулинсом Лоундесом. 12 мая генерал Бенджамин Линкольн сдал гарнизон представлявшему Континентальную армию генералу сэру Генри Клинтону. В то же время Гадсден, который представлял гражданское правительство, сдал город. Его отправили под домашний арест в его дом в Чарльстоне.

### Заключение
В дальнейшем он провел 42 недели в одиночном заключении в тюремной комнате в старой испанской крепости Кастильо-де-Сан-Маркос. После освобождения в 1781 году его отправили торговым кораблём в Филадельфию. Там Гадсден узнал о поражении Банастра Тарлетона в битве при Каупенсе и битве при Корнуоллисе в Йорктауне. Гадсден поспешил домой, чтобы помочь восстановлению гражданского правительства Южной Каролины.

### Последние годы

Гадсденовский флаг.

Гадсден был возвращён в Палату представителей Южной Каролины, затем участвовал на встрече в Джэксонборо. На этой сессии губернатор Рэндольф и де-факто президент Ратледж сдали свои должности. Гадсден был избран губернатором, но чувствовал, что должен отказаться. Его здоровье все ещё ухудшалось из-за его заключения, и был нужен активный губернатор, так как британцы ещё не отказались от Чарльстона. Так в 1782 году Джон Мэтьюз стал новым губернатором. Гадсден был также членом Ратификационного конвента Южной Каролины в 1788 году и проголосовал за принятие Конституции Соединённых Штатов.
В 1798 году Гадсден построил внушительный дом на 329 Ист-Бэй-стрит в районе Ансонборо в Чарльстоне, который принадлежал семье более века. Известный кузнец Филипп Симмонс создал ворота, в которых использовался мотив змеи, взятый из Гадсденовского флага.
Гадсден был женат трижды и имел четверых детей от второй жены. Закупка Аризоны была названа в честь его внука Джеймса Гадсдена. Другой внук, Кристофер Э. Гадсден, был четвёртым епископом Южной Каролины.
Гадсден умер в результате несчастного случая 28 августа 1805 года в Чарльстоне и был похоронен там же во дворе церкви Святого Филиппа.